# Sótão

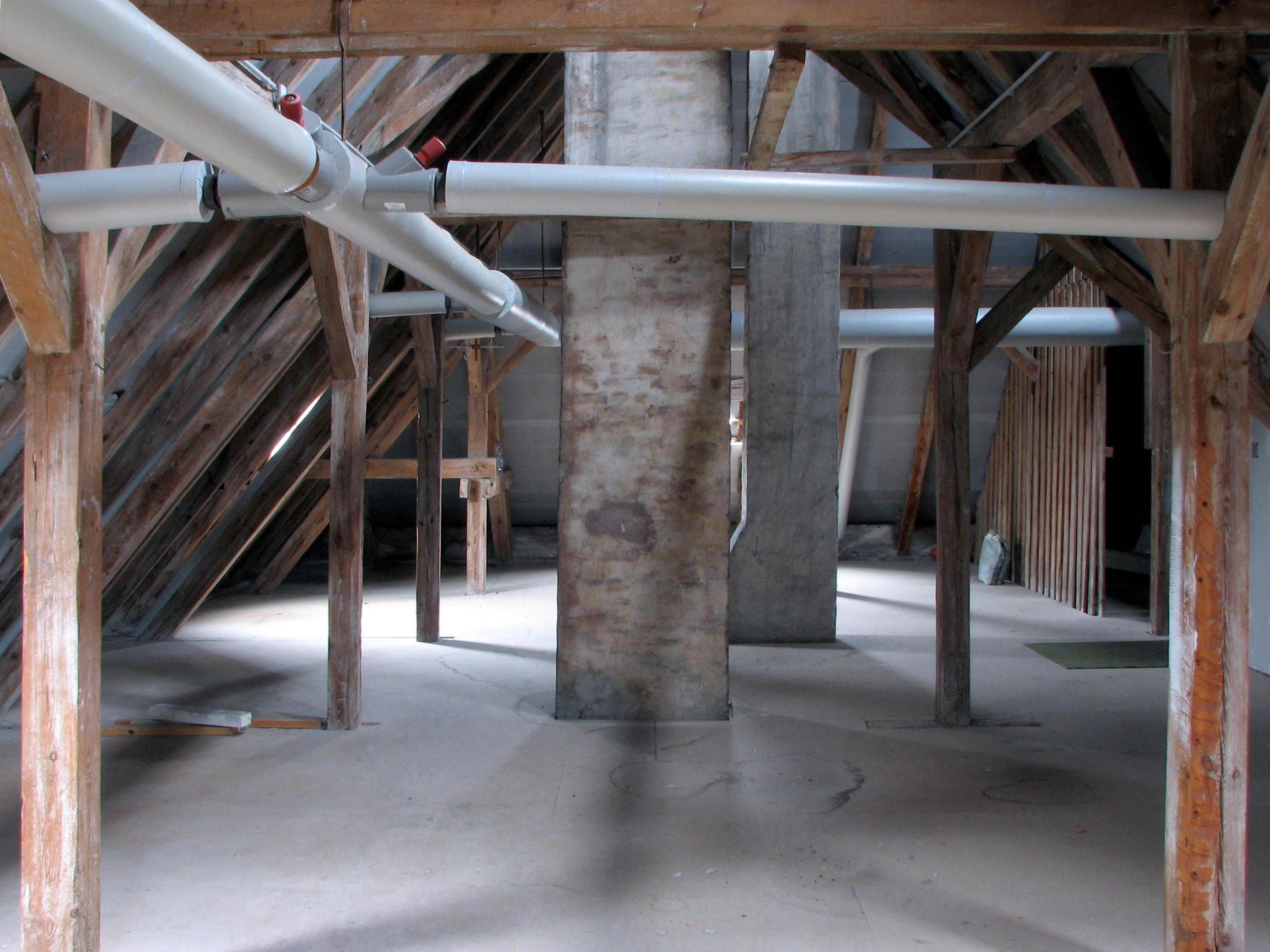
Sótão de uma casa em Berlim, Alemanha

O sótão é o último andar de um edifício, com difícil entrada, e que normalmente é utilizado para a caixa d'água e como armazém.
Trata-se de uma divisão que surge dos desníveis do telhado no último pavimento de uma construção. Por norma, trata-se de um espaço de difícil acesso e, por isso, aproveitado para acomodar diversos equipamentos de manutenção e de conforto da habitação (p. ex. caixa - d'água, sistemas de climatização, acumuladores fotovoltaicos) ou como área de armazenamento.
Como o sótão costuma ser de baixa altura e de difícil acesso, costuma virar um lugar empoeirado, o que o caracteriza como um lugar propício para o crescimento de ratos e baratas.
Em alguns países, de clima frio, onde os telhados são mais inclinados, costuma-se reutilizar esse espaço do sótão, como quarto de hóspedes. 
Alguns modelos de casas possuem as mansardas, que são aberturas no telhado, para iluminação natural.